# Луїз Браф
Алтея Луїз Браф Клапп (англ. Althea Louise Brough Clapp, при народженні Браф) — американська тенісистка 40-х —50-х років, володарка 35-ти титулів Великого шолома в різних тенісних дисциплінах. Тенісний журналіст Ленс Тінгей поставив її на перше місце в світі за 1955 рік.
Браф народилася в Оклахомі, але її сім'я переїхала в Каліфорнію, коли дівчинці було чотири. В Каліфорнії вона зайнялася тенісом і виграла чемпіонат США серед дівчат в 1940 і 1941 роках. Дорослою Браф здобула шість одиночних титулів Великого шолома. Її сильною стороною була гра зльоту на сітці, на трав'яних кортах вона грала дуже успішно, проте паризькі ґрунтові корти їй не скорилися. 
У парній грі постійною партнеркою Браф була Маргарет Осборн Дюпон. Разом вони виграли чемпіонат США 9 разів поспіль, що 
є рекордом для будь-якого мейджора. 
Браф було введено до Міжнародної зали тенісної слави в 1967 році.

## Фінали турнірів Великого шолома

### Одиночний розряд: 14 (6 титулів)
| Результат | Рік  | Турнір               | Поверхня | Супротивниця          | Рахунок         |
| --------- | ---- | -------------------- | -------- | --------------------- | --------------- |
| Поразка   | 1942 | Чемпіонат США        | Трава    | Полін Бетц            | 6–4, 1–6, 4–6   |
| Поразка   | 1943 | Чемпіонат США        | Трава    | Полін Бетц            | 3–6, 7–5, 3–6   |
| Поразка   | 1946 | Вімблдонський турнір | Трава    | Полін Бетц            | 2–6, 4–6        |
| Перемога  | 1947 | Чемпіонат США        | Трава    | Маргарет Осборн Дюпон | 8–6, 4–6, 6–1   |
| Перемога  | 1948 | Вімблдон             | Трава    | Доріс Гарт            | 6–3, 8–6        |
| Поразка   | 1948 | Чемпіонат США        | Трава    | Маргарет Осборн Дюпон | 6–4, 4–6, 13–15 |
| Перемога  | 1949 | Вімблдон (2)         | Трава    | Маргарет Осборн Дюпон | 10–8, 1–6, 10–8 |
| Перемога  | 1950 | Чемпіонат Австралії  | Трава    | Доріс Гарт            | 6–4, 3–6, 6–4   |
| Перемога  | 1950 | Вімблдон (3)         | Трава    | Маргарет Осборн Дюпон | 6–1, 3–6, 6–1   |
| Поразка   | 1952 | Вімблдон             | Трава    | Морін Конноллі        | 5–7, 3–6        |
| Поразка   | 1954 | Вімблдон             | Трава    | Морін Конноллі        | 2–6, 5–7        |
| Поразка   | 1954 | Чемпіонат США        | Трава    | Доріс Гарт            | 8–6, 1–6, 6–8   |
| Перемога  | 1955 | Вімблдон (4)         | Трава    | Беверлі Бейкер Флейтц | 7–5, 8–6        |
| Поразка   | 1957 | Чемпіонат США        | Трава    | Алтея Гібсон          | 3–6, 2–6        |

### Пари: 28 (21 титул)
| Результат | Рік  | Турнір                | Поверхня | Партнерка             | Супротивниці                               | Рахунок        |
| --------- | ---- | --------------------- | -------- | --------------------- | ------------------------------------------ | -------------- |
| Перемога  | 1942 | Чемпіонат США         | Трава    | Маргарет Осборн Дюпон | Полін Бетц Доріс Гарт                      | 2–6, 7–5, 6–0  |
| Перемога  | 1943 | Чемпіонат США (2)     | Трава    | Маргарет Осборн Дюпон | Полін Бетц Доріс Гарт                      | 6–4, 6–3       |
| Перемога  | 1944 | Чемпіонат США (3)     | Трава    | Маргарет Осборн Дюпон | Полін Бетц Доріс Гарт                      | 4–6, 6–4, 6–3  |
| Перемога  | 1945 | Чемпіонат США (4)     | Трава    | Маргарет Осборн Дюпон | Полін Бетц Доріс Гарт                      | 6–3, 6–3       |
| Перемога  | 1946 | Вімблдон              | Трава    | Маргарет Осборн Дюпон | Полін Бетц Доріс Гарт                      | 6–3, 2–6, 6–3  |
| Перемога  | 1946 | Чемпіонат Франції     | Ґрунт    | Маргарет Осборн Дюпон | Полін Бетц Доріс Гарт                      | 6–4, 0–6, 6–1  |
| Перемога  | 1946 | Чемпіонат США (5)     | Трава    | Маргарет Осборн Дюпон | Патрісія Кеннінг Тодд Марі Арнолд Прентісс | 6–1, 6–3       |
| Поразка   | 1947 | Вімблдон              | Трава    | Маргарет Осборн Дюпон | Доріс Гарт Патрісія Кеннінг Тодд           | 6–3, 4–6, 5–7  |
| Перемога  | 1947 | Чемпіонат Франції (2) | Ґрунт    | Маргарет Осборн Дюпон | Полін Бетц Патрісія Кеннінг Тодд           | 7–5, 6–2       |
| Перемога  | 1947 | Чемпіонат США (6)     | Трава    | Маргарет Осборн Дюпон | Патрісія Кеннінг Тодд Доріс Гарт           | 5–7, 6–3, 7–5  |
| Перемога  | 1948 | Вімблдон (2)          | Трава    | Маргарет Осборн Дюпон | Доріс Гарт Патрісія Кеннінг Тодд           | 6–3, 3–6, 6–3  |
| Перемога  | 1948 | Чемпіонат США (7)     | Трава    | Маргарет Осборн Дюпон | Патрісія Кеннінг Тодд Доріс Гарт           | 6–4, 8–10, 6–1 |
| Перемога  | 1949 | Чемпіонат Франції (3) | Ґрунт    | Маргарет Осборн Дюпон | Джой Геннон Бетті Гілтон                   | 7–5, 6–1       |
| Перемога  | 1949 | Вімблдон (3)          | Трава    | Маргарет Осборн Дюпон | Гассі Моран Патрісія Кеннінг Тодд          | 8–6, 7–5       |
| Перемога  | 1949 | Чемпіонат США (8)     | Трава    | Маргарет Осборн Дюпон | Доріс Гарт Шерлі Фрай                      | 6–4, 10–8      |
| Перемога  | 1950 | Чемпіонат Австралії   | Трава    | Доріс Гарт            | Ненсі Вінн Болтон Телма Койн-Лонґ          | 6–2, 2–6, 6–3  |
| Поразка   | 1950 | Чемпіонат Франції     | Ґрунт    | Маргарет Осборн Дюпон | Доріс Гарт Шерлі Фрай                      | 6–1, 5–7, 2–6  |
| Перемога  | 1950 | Вімблдон (4)          | Трава    | Маргарет Осборн Дюпон | Шерлі Фрай Доріс Гарт                      | 6–4, 5–7, 6–1  |
| Перемога  | 1950 | Чемпіонат США (9)     | Трава    | Маргарет Осборн Дюпон | Доріс Гарт Шерлі Фрай                      | 6–2, 6–3       |
| Поразка   | 1951 | Вімблдон              | Трава    | Маргарет Осборн Дюпон | Шерлі Фрай Доріс Гарт                      | 3–6, 11–13     |
| Поразка   | 1952 | Вімблдон              | Трава    | Морін Конноллі        | Шерлі Фрай Доріс Гарт                      | 6–8, 3–6       |
| Поразка   | 1952 | Чемпіонат США         | Трава    | Морін Конноллі        | Доріс Гарт Шерлі Фрай                      | 8–10, 4–6      |
| Поразка   | 1953 | Чемпіонат США         | Трава    | Маргарет Осборн Дюпон | Доріс Гарт Шерлі Фрай                      | 2–6, 9–7, 7–9  |
| Перемога  | 1954 | Вімблдон (5)          | Трава    | Маргарет Осборн Дюпон | Шерлі Фрай Доріс Гарт                      | 4–6, 9–7, 6–3  |
| Поразка   | 1954 | Чемпіонат США         | Трава    | Маргарет Осборн Дюпон | Доріс Гарт Шерлі Фрай                      | 4–6, 4–6       |
| Перемога  | 1955 | Чемпіонат США (10)    | Трава    | Маргарет Осборн Дюпон | Доріс Гарт Шерлі Фрай                      | 6–3, 1–6, 6–3  |
| Перемога  | 1956 | Чемпіонат США (11)    | Трава    | Маргарет Осборн Дюпон | Бетті Розенквест Претт Шерлі Фрай          | 6–3, 6–0       |
| Перемога  | 1957 | Чемпіонат США (12)    | Трава    | Маргарет Осборн Дюпон | Алтея Гібсон Дарлін Гард                   | 6–2, 7–5       |

### Мікст: 11 (8 титулів)
| Результат | Рік  | Турнір            | Поверхня | Партнер        | Супртивники                        | Рахунок        |
| --------- | ---- | ----------------- | -------- | -------------- | ---------------------------------- | -------------- |
| Перемога  | 1942 | Чемпіонат США     | Трава    | Тед Шредер     | Патрісія Тодд Алехо Расселл        | 3–6, 6–1, 6–4  |
| Перемога  | 1946 | Вімблдон          | Трава    | Том Браун      | Дороті Банді Джефф Браун           | 6–4, 6–4       |
| Поразка   | 1946 | Чемпіонат США     | Трава    | Роберт Кімрелл | Маргарет Осборн Дюпон Білл Талберт | 3–6, 4–6       |
| Перемога  | 1947 | Вімблдон (2)      | Трава    | Джон Бромвіч   | Ненсі Вінн Болтон Колін Лонг       | 1–6, 6–4, 6–2  |
| Перемога  | 1947 | Чемпіонат США (2) | Трава    | Джон Бромвіч   | Гассі Моран Панчо Сегура           | 6–3, 6–1       |
| Перемога  | 1948 | Вімблдон (3)      | Трава    | Джон Бромвіч   | Доріс Гарт Френк Седжмен           | 6–2, 3–6, 6–3  |
| Перемога  | 1948 | Чемпіонат США (3) | Трава    | Том Браун      | Маргарет Осборн Дюпон Білл Талберт | 6–4, 6–4       |
| Поразка   | 1949 | Вімблдон          | Трава    | Джон Бромвіч   | Шейла Пірсі Саммерз Ерік Стерджесс | 7–9, 11–9, 5–7 |
| Перемога  | 1949 | Чемпіонат США (4) | Трава    | Ерік Стерджесс | Маргарет Осборн Дюпон Білл Талберт | 4–5, 6–3, 7–5  |
| Перемога  | 1950 | Вімблдон (4)      | Трава    | Ерік Стерджесс | Пет Кеннінг Тодд Джефф Браун       | 11–9, 1–6, 6–4 |
| Поразка   | 1955 | Вімблдон          | Трава    | Енріке Мореа   | Доріс Гарт Вік Сейшус              | 6–8, 6–2, 3–6  |